# (6600) Qwerty
(6600) Qwerty es un asteroide perteneciente al cinturón de asteroides, región del sistema solar que se encuentra entre las órbitas de Marte y Júpiter.
Fue descubierto el 17 de agosto de 1988 por Antonín Mrkos desde el Observatorio Kleť.

## Designación y nombre
Designado provisionalmente como 1988 QW. Fue nombrado por Qwerty, un nombre popular para el teclado estándar de máquina de escribir con alfabeto romano, basado en las primeras seis letras de la fila superior. El diseño Qwerty fue patentado por Christopher Sholes de Milwaukee, y la primera máquina de escribir se fabricó en 1874.

## Características orbitales
Qwerty está situado a una distancia media del Sol de 2,255 ua, pudiendo alejarse hasta 2,727 ua y acercarse hasta 1,783 ua. Su excentricidad es 0,209 y la inclinación orbital 2,823 grados. Emplea 1236,92 días en completar una órbita alrededor del Sol.

## Características físicas
La magnitud absoluta de Qwerty es 13,95. Tiene 3,660 km de diámetro y su albedo se estima en 0,437.